# RC Celta de Vigo
Real Club Celta de Vigo (phát âm tiếng Galicia: [reˈal ˈkluβ ˈθeltɐ ðɪ ˈβiɣʊ]; Câu lạc bộ Hoàng gia Celta de Vigo), thường được gọi là Celta Vigo hoặc đơn giản là Celta, là một câu lạc bộ bóng đá chuyên nghiệp Tây Ban Nha có trụ sở tại Vigo, Galicia, hiện đang chơi ở La Liga. Câu lạc bộ được thành lập vào ngày 23 tháng 8 năm 1923 sau khi sáp nhập Real Vigo Sports và Real Fortuna Football Club. Với biệt danh Os Celestes, câu lạc bộ có những chiếc áo và vớ đấu màu xanh da trời cùng với quần short trắng. Sân vận động của câu lạc bộ là Balaídos với sức chứa 29.000 khán giả. Tên của Celta bắt nguồn từ người Celt đã từng sinh sống trong khu vực. Đối thủ chính của họ là câu lạc bộ vùng Galicia Deportivo de La Coruña, với các trận derby vùng Galicia.
Celta chưa bao giờ giành được chức vô địch quốc gia cũng như Copa del Rey, mặc dù họ đã lọt vào trận chung kết Copa del Rey ba lần. Thành tích tốt nhất của câu lạc bộ ở giải quốc gia là vị trí thứ tư ở mùa giải 2002–03, đủ điều kiện tham dự Champions League 2003–04, tại đó họ bị Arsenal loại ở vòng 16 đội. Tại giải đấu Europa League 2016, Celta lần đầu tiên lọt vào bán kết, và thua Manchester United.

## Lịch sử

### Thành lập

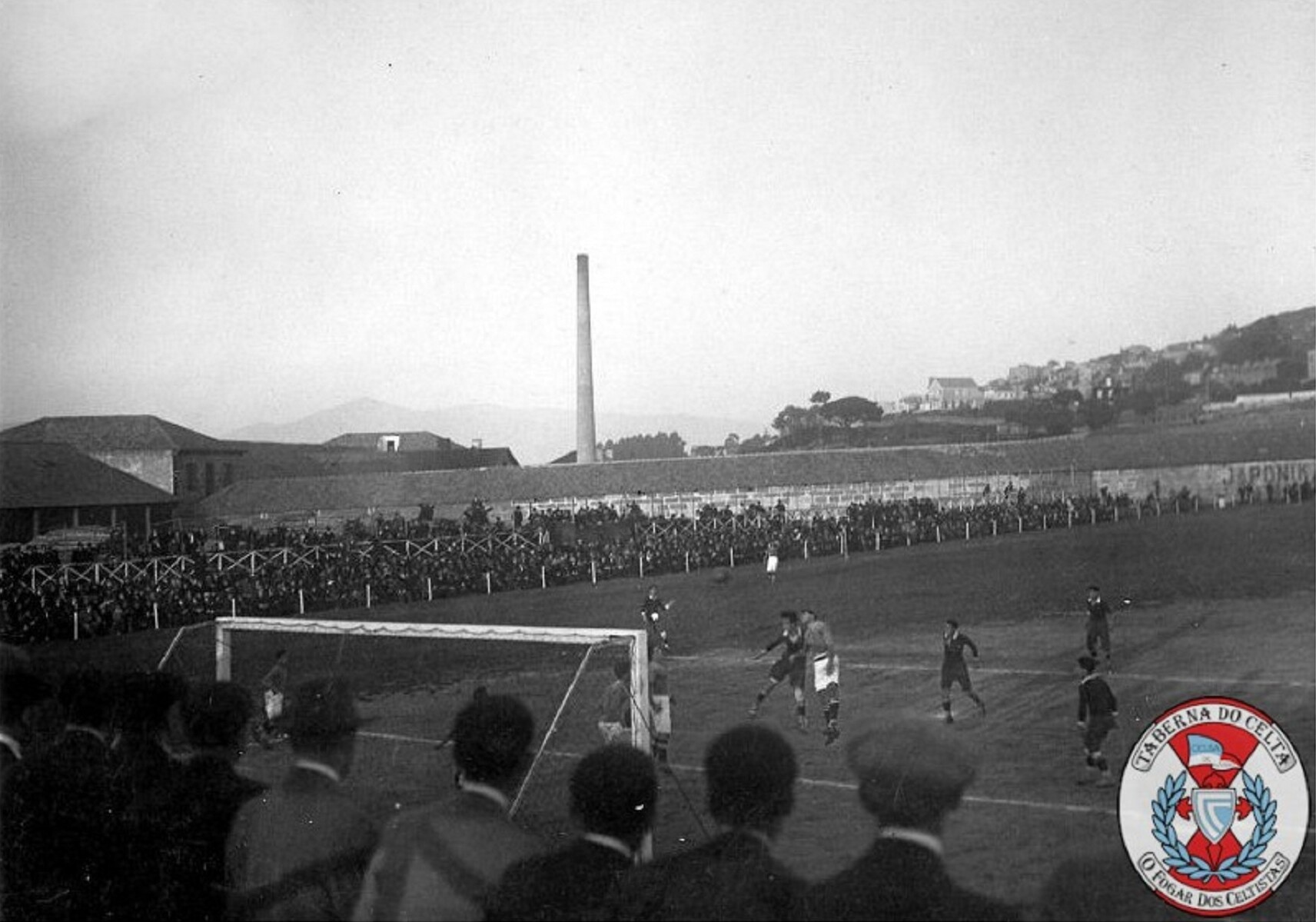
Campo de Coia (1908 Từ1928)

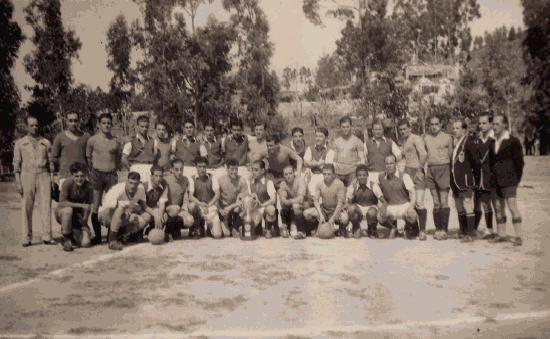
Câu lạc bộ Real Celta de Vigo vs SC Braga năm 1945

RC Celta de Vigo được thành lập nhờ tham vọng của các đội bóng Vigo mong đạt được nhiều thành tích hơn ở cấp quốc gia, nơi các đội bóng xứ Basque là bête noire của họ trong Giải vô địch Tây Ban Nha. Ý tưởng là hợp nhất cả hai đội bóng để tạo ra một đội mạnh hơn ở cấp quốc gia. Người mang tiêu chuẩn của phong trào này là Manuel de Castro, được biết đến với cái tên "Handicap", một nhà văn thể thao cho Faro de Vigo, từ năm 1915, bắt đầu viết trong các bài viết của mình về sự cần thiết của một phong trào phi quân sự. Khẩu hiệu của phong trào của ông là "Todo por y para Vigo" ("Tất cả cho và cho Vigo"), cuối cùng đã tìm thấy sự hỗ trợ giữa các nhà quản lý của Real Vigo Sports và Real Club Fortuna de Vigo. Nó được ủng hộ nhất trí khi chính de Fidel trình bày chuyển động tại hội nghị của Liên đoàn bóng đá Hoàng gia Tây Ban Nha ở Madrid vào ngày 22 tháng 6 năm 1923.
Vào ngày 12 tháng 7 năm 1923, tại các cuộc họp chung hàng năm (AGM) của Vigo và Fortuna được tổ chức tại Nhà hát Odeon và tại Khách sạn Moderno, việc sáp nhập đã được phê duyệt. Do đó, "Đội Galicia" đã ra đời, vì nó được mệnh danh là. Trong ĐHCĐ cuối cùng của Fortuna và Vigo để phê duyệt việc thành lập một câu lạc bộ mới được tổ chức vào ngày 10 tháng 8 năm 1923, các thành viên đã quyết định tên của đội. Nhiều cái tên khác nhau được đề xuất bao gồm "Real Unión de Vigo", "Club Galicia", "Real Atlántic", "Breogán" và "Real Club Olimpico". Tên thứ hai là phổ biến, nhưng cuối cùng họ đã quyết định chọn tên "Real Club Celta", một chủng tộc liên kết với Galicia (xem Celts). Chủ tịch đầu tiên của Celta là Manuel Bárcena de Andrés, Bá tước Torre Cedeira. Tại ĐHCĐ này, đội hình cũng đã được quyết định, trong đó có tổng số 64 cầu thủ và bao gồm một số cầu thủ đáng chú ý từ cả Fortuna và Vigo, và được quản lý bởi Francis Cuggy.
Vào năm 1947, 1/48, Celta xếp hạng 4 chung cuộc (với 2003) và lọt vào Chung kết Copa del Generalísimo, nơi họ thua 4-1 trước Sevilla FC. Tiền đạo địa phương Pahiño, người đã giành Cúp Pichichi cho 21 bàn sau 22 trận mùa đó, sau đó chuyển đến Real Madrid.

## Cầu thủ

### Đội hình hiện tại
Tính đến ngày 29/8/2024
Ghi chú: Quốc kỳ chỉ đội tuyển quốc gia được xác định rõ trong điều lệ tư cách FIFA. Các cầu thủ có thể giữ hơn một quốc tịch ngoài FIFA.
| Số | VT | Quốc gia    | Cầu thủ                           |
| -- | -- | ----------- | --------------------------------- |
| 1  | TM | Tây Ban Nha | Iván Villar (đội phó)             |
| 2  | HV | Thụy Điển   | Carl Starfelt                     |
| 3  | HV | Tây Ban Nha | Óscar Mingueza                    |
| 5  | HV | Tây Ban Nha | Sergio Carreira                   |
| 6  | TV | Guinée      | Ilaix Moriba (mượn từ RB Leipzig) |
| 7  | TĐ | Tây Ban Nha | Borja Iglesias (mượn từ Betis)    |
| 8  | TV | Tây Ban Nha | Fran Beltrán                      |
| 9  | TĐ | Hy Lạp      | Anastasios Douvikas               |
| 10 | TĐ | Tây Ban Nha | Iago Aspas (đội trưởng)           |
| 11 | TĐ | Argentina   | Franco Cervi                      |
| 12 | TĐ | Tây Ban Nha | Alfon                             |
| 13 | TM | Tây Ban Nha | Vicente Guaita                    |
| 14 | TV | Hoa Kỳ      | Luca de la Torre                  |

| Số | VT | Quốc gia    | Cầu thủ          |
| -- | -- | ----------- | ---------------- |
| 15 | HV | Ghana       | Joseph Aidoo     |
| 16 | TV | Brasil      | Jailson          |
| 17 | TĐ | Bờ Biển Ngà | Jonathan Bamba   |
| 18 | TĐ | Tây Ban Nha | Pablo Durán      |
| 19 | TV | Thụy Điển   | Williot Swedberg |
| 20 | HV | Tây Ban Nha | Marcos Alonso    |
| 21 | HV | Serbia      | Mihailo Ristić   |
| 22 | HV | Tây Ban Nha | Javier Manquillo |
| 23 | TĐ | Argentina   | Tadeo Allende    |
| 24 | HV | Tây Ban Nha | Carlos Domínguez |
| 25 | TV | Tây Ban Nha | Damián Rodríguez |
| 30 | TĐ | Tây Ban Nha | Hugo Álvarez     |
| 33 | TV | Tây Ban Nha | Hugo Sotelo      |

### Đội dự bị
Ghi chú: Quốc kỳ chỉ đội tuyển quốc gia được xác định rõ trong điều lệ tư cách FIFA. Các cầu thủ có thể giữ hơn một quốc tịch ngoài FIFA.
| Số | VT | Quốc gia    | Cầu thủ        |
| -- | -- | ----------- | -------------- |
| 26 | TM | Tây Ban Nha | Marc Vidal     |
| 32 | HV | Tây Ban Nha | Javi Rodríguez |

| Số | VT | Quốc gia    | Cầu thủ         |
| -- | -- | ----------- | --------------- |
| 37 | TM | Tây Ban Nha | César Fernández |

### Cho mượn
Ghi chú: Quốc kỳ chỉ đội tuyển quốc gia được xác định rõ trong điều lệ tư cách FIFA. Các cầu thủ có thể giữ hơn một quốc tịch ngoài FIFA.
| Số | VT | Quốc gia    | Cầu thủ                                               |
| -- | -- | ----------- | ----------------------------------------------------- |
| —  | HV | Tây Ban Nha | Unai Núñez (tại Athletic Bilbao đến tháng 6 năm 2025) |
| —  | HV | Tây Ban Nha | Javi Rueda (tại Albacete đến tháng 6 năm 2025)        |
| —  | HV | Tây Ban Nha | Manu Sánchez (tại Alavés đến tháng 6 năm 2025)        |
| —  | TV | Tây Ban Nha | Carlos Dotor (tại Oviedo đến tháng 6 năm 2025)        |

| Số | VT | Quốc gia    | Cầu thủ                                                                 |
| -- | -- | ----------- | ----------------------------------------------------------------------- |
| —  | TĐ | Na Uy       | Jørgen Strand Larsen (tại Wolverhampton Wanderers đến tháng 6 năm 2025) |
| —  | TĐ | Tây Ban Nha | Carles Pérez (tại Getafe đến tháng 6 năm 2025)                          |
| —  | TĐ | Tây Ban Nha | Miguel Rodríguez (tại Utrecht đến tháng 6 năm 2025)                     |